# Улица Пушкина (Выборг)
Улица Пушкина — короткая, около 340 метров, улица Выборга в исторической части города. Проходит от Крепостной улицы до улицы Морская набережная. Одна из границ Площади Выборгских Полков.

## История

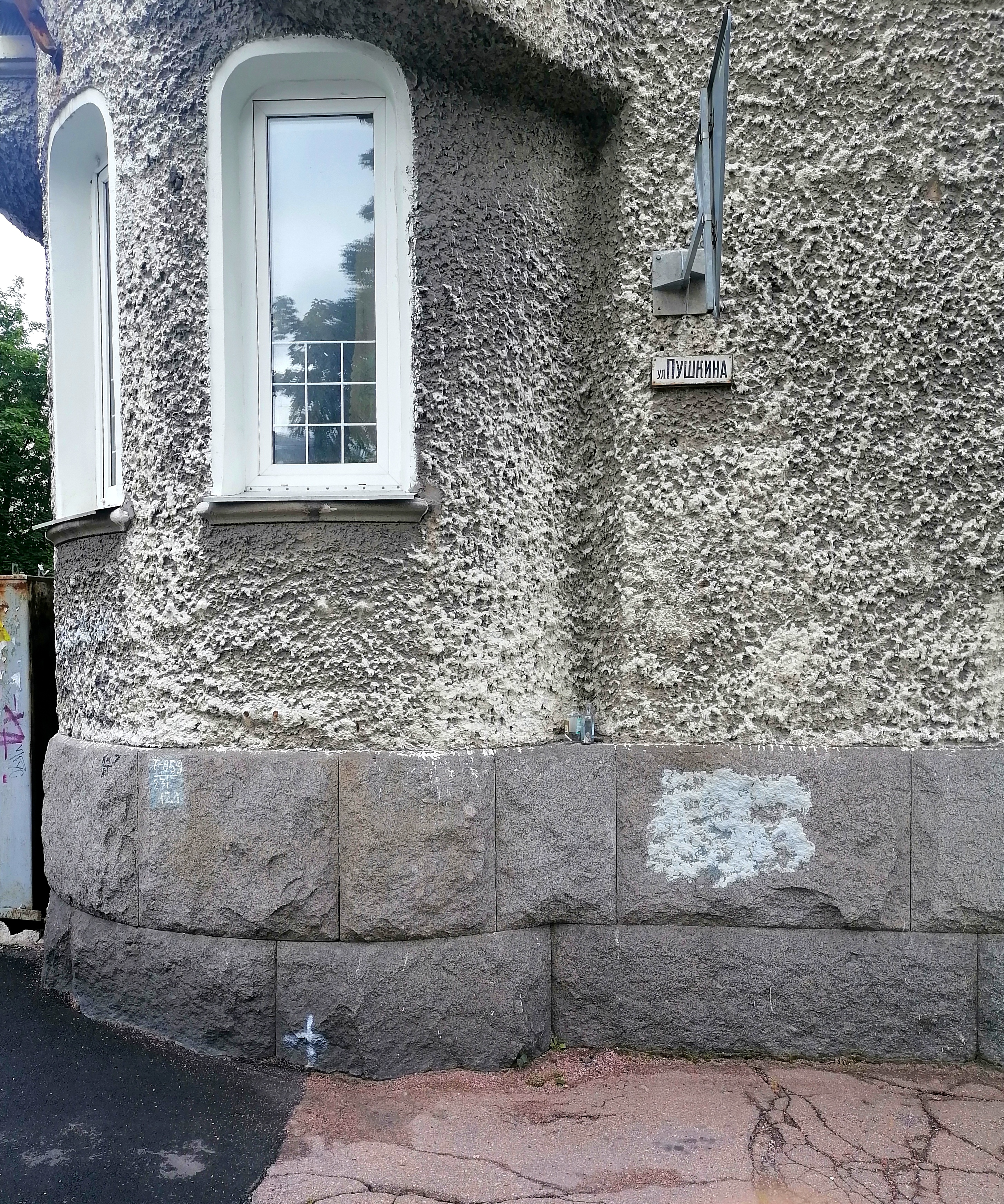

Территория, по которой проложена улица, до 1860-х годов находилась за пределами города и относилась к Петербургскому форштадту — предместью Выборга с нерегулярной деревянной застройкой, а южная часть была незаселённой и незастроенной заболоченной территорией.
Регулярная застройка прилегающей к улице территории была начата после разработки в 1861 году выборгским губернским землемером Б. О. Нюмальмом городского плана сноса устаревших укреплений Рогатой крепости и прокладки сети новых прямых улиц, деливших территорию бывшего форштадта на участки правильной формы.
Историческое название, Агриколаская, было дано улице в память Микаэля Агриколы (ок. 1510—1557), лютеранского епископа, выдающегося реформатора, родоначальника финской письменности. Агрикола был похоронен в Выборге в 1557 году. В годы финского правления, в рамках кампании по устранению названий, связанных с российским периодом истории Выборга, название улицы было финнизировано.
Современное название в память великого русского поэта Александра Пушкина (1799—1837).
Примыкающая к улице территория, первоначально отведённая под центральный городской парк-эспланаду, осталась свободной от застройки и зелёных насаждений. Площадь, разделённая на две части Царской улицей (фин. Keisarinkatu, ныне — Выборгская), с начала XX столетия использовалась для проведения спортивных и торжественных мероприятий близлежащих школ: классического лицея, реального лицея, финской совместной школы, а также мореходного и торгового училища. На улице (и прилегающей площади) и в финские времена, и позже проходили общегородские торжественные мероприятия, выступления политиков, военные парады, в 1918 и в 1938 годах военный парад здесь принимал генерал К. Г. Маннергейм.
В послевоенное время на прилегающей к улице площади (с 1947 года — Суворовской) был установлен памятник М. И. Калинину

## Достопримечательности
д. 6 — Жилой дом компании «Агрикола»
Финское старое совместное училище (1903, архитектор Леандер Иконен)
д. 10 — Финский классический лицей (1892—1909)
д. 12 — Дом Виклунда (угол с Крепостной улицей)

## Галерея

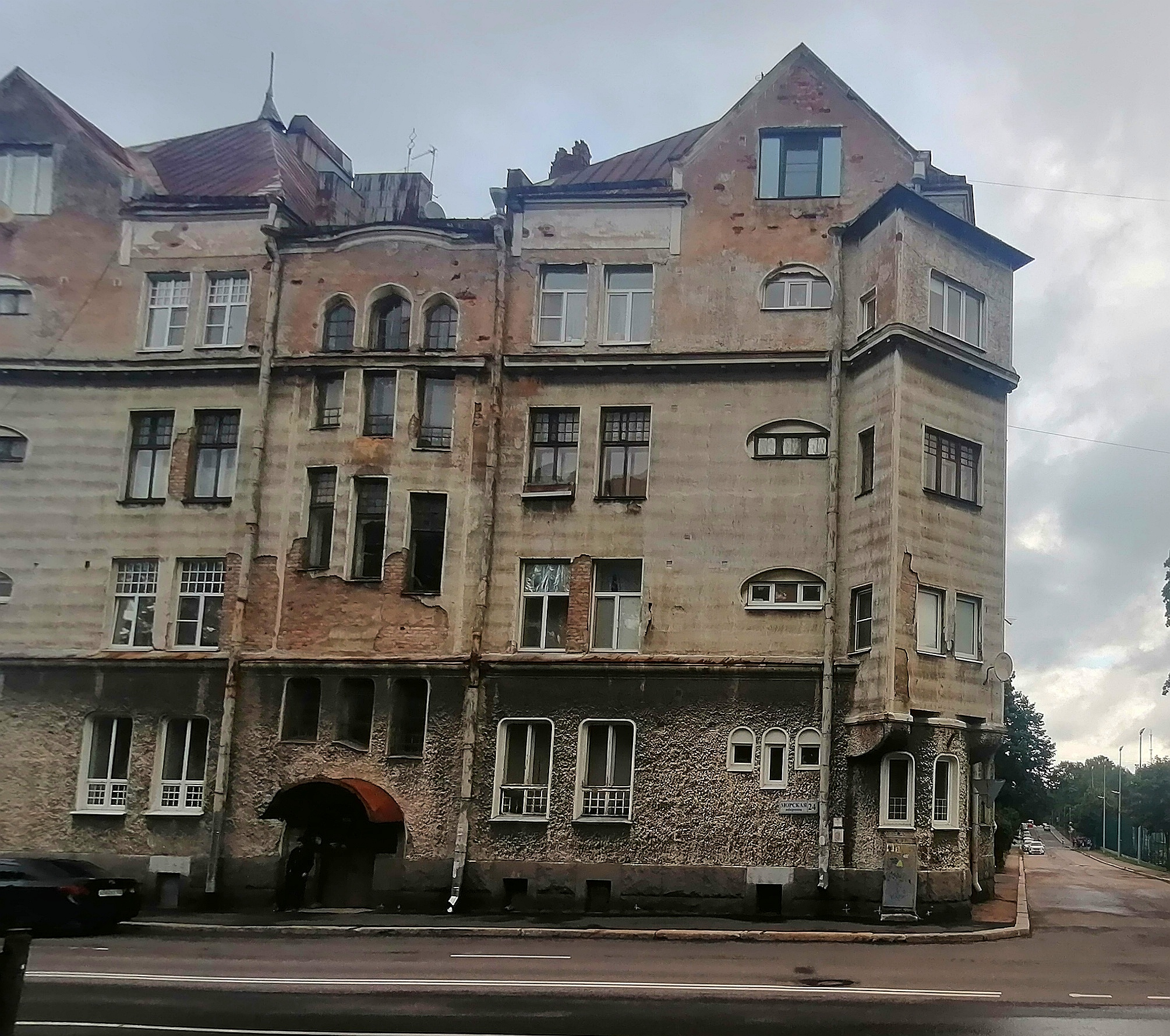
Жилой дом компании «Агрикола»
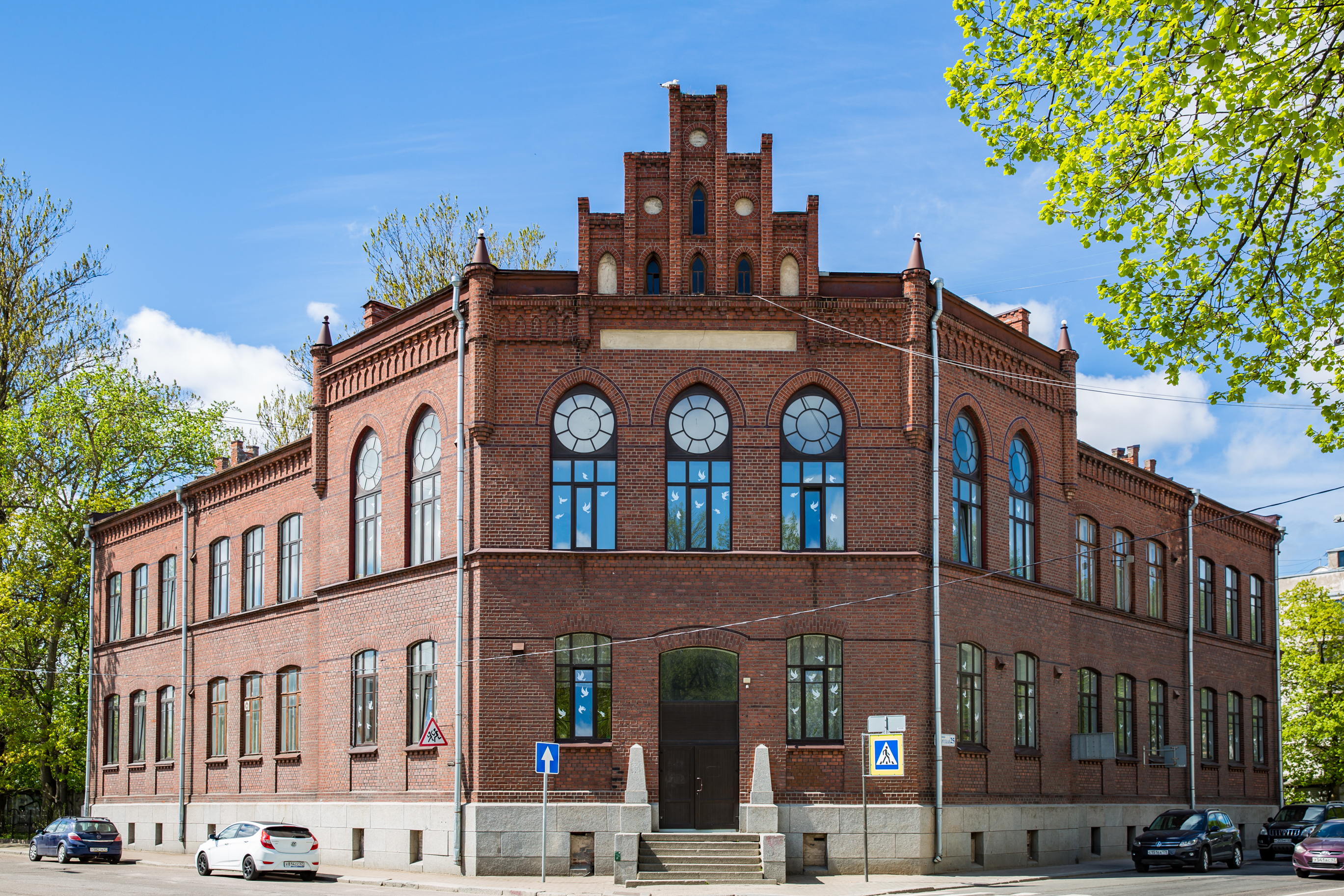
Финская совместная школа
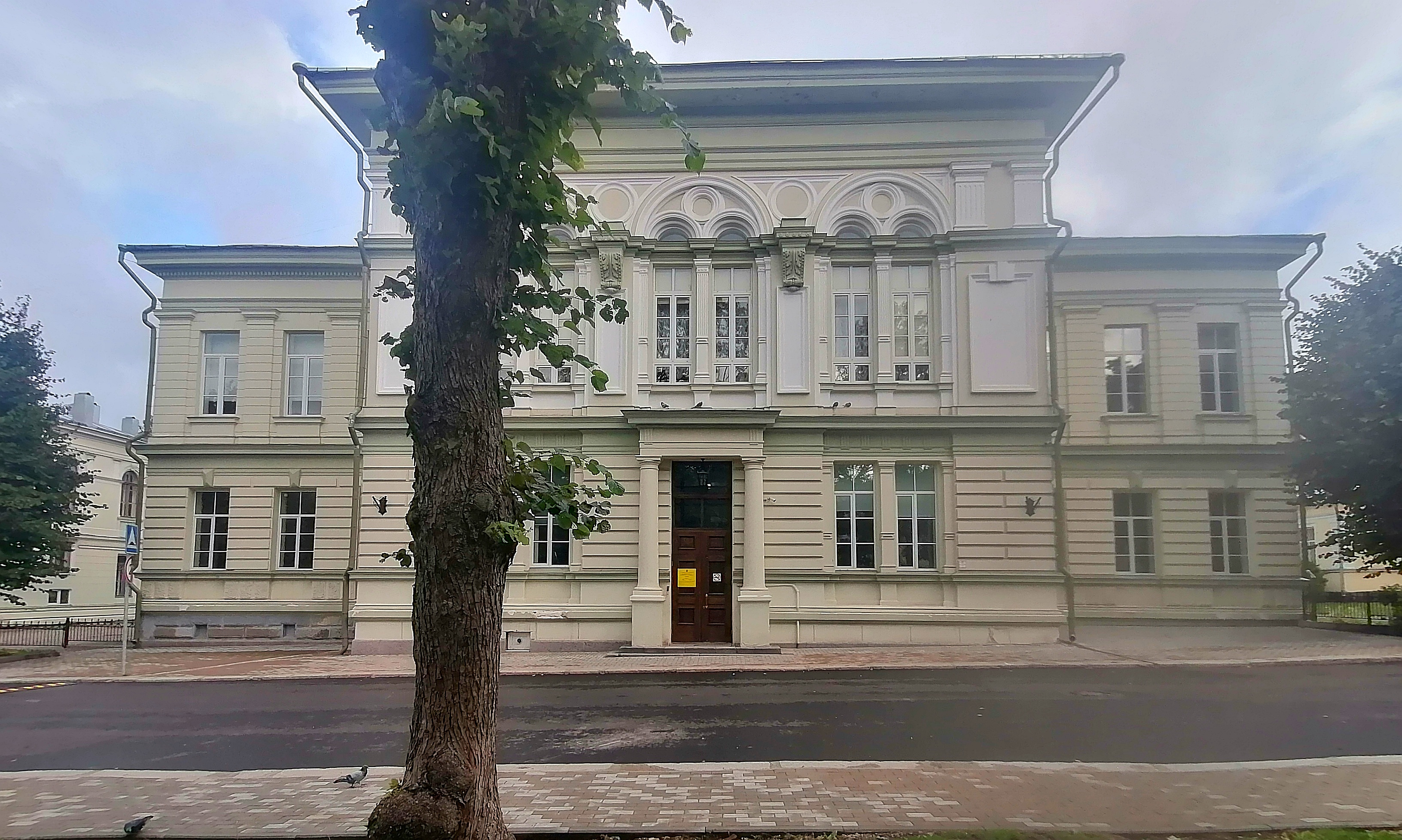
Финский классический лицей
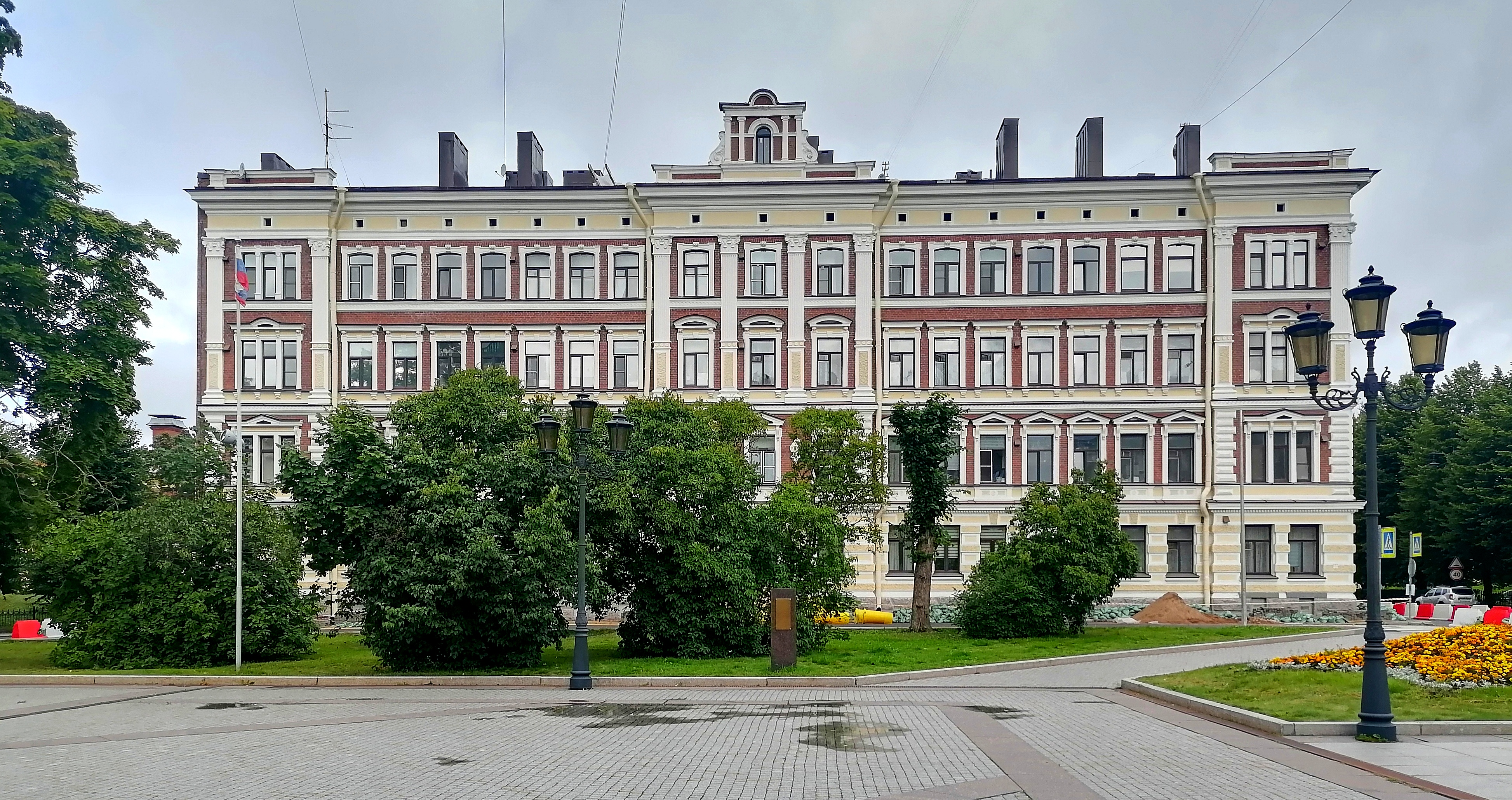
Дом Виклунда